# 菲律賓腔吻鱈
菲律賓腔吻鱈，為輻鰭魚綱鱈形目鼠尾鱈科的其中一種，分布於西太平洋菲律賓海域，屬深海底棲性魚類，深度198-296公尺，棲息在底中層水域，生活習性不明。